# Уткино (Великоустюзький район)
У́ткино (рос. Уткино) — присілок у складі Великоустюзького району Вологодської області, Росія. Входить до складу Зарічного сільського поселення.

## Населення
Населення — 9 осіб (2010; 7 у 2002).
Національний склад (станом на 2002 рік):
- росіяни — 100 %